# 小野友紀
小野 友紀（おの ゆうき、1978年6月28日 - ）は、日本の女優。ジャパンアクションエンタープライズに所属していた。京都府出身。身長164.5cm。大学で教育課程を学び、教員免許も有する。

## 人物
JAC養成所時代に舞台『KAMIKAZE』でデビュー。養成所卒業後の2002年にスーパー戦隊シリーズの『忍風戦隊ハリケンジャー』において、登場人物の一人であるハリケンブルーのスーツアクトレスを担当し、本格デビュー。
当初は立ち回りの力量の不足が見え、アクションシーンの大半を蜂須賀祐一が代行するという、アクターの仕事を全うしているとは言い難い状況であったが、徐々に力をつけ、後半以降はアクションシーンも多く演じるようになった。
スーツアクターは性別関係なく、激しい動きや立ち回りが仕事であるため、1、2作品でスーツアクターを抜ける女性の役者も多いが、村上利恵、神尾直子、橋本恵子に次ぐキャリアの持ち主として、その後も主に戦隊シリーズのスーツアクトレスとして活躍していた。

## 出演

### テレビドラマ
- 逃亡者 おりんスペシャル【紅蓮の巻】（2008年、テレビ東京）
- 森村誠一の終着駅シリーズ「殺人同盟」（2009年、テレビ朝日） - スタント

### 特撮テレビドラマ
- スーパー戦隊シリーズ
  - 忍風戦隊ハリケンジャー（2002年 - 2003年） - ハリケンブルー[2]、偽ハリケンブルー[3]
  - 爆竜戦隊アバレンジャー（2003年 - 2004年） - アバレイエロー[4]
  - 特捜戦隊デカレンジャー（2004年 - 2005年） - デカスワン[5]、ミーメ[6]
  - 魔法戦隊マジレンジャー（2005年 - 2006年） - マジピンク[7] / レジェンドマジピンク、マジフェアリー[8]
  - 轟轟戦隊ボウケンジャー（2006年 - 2007年） - ボウケンピンク（代役）[9]
  - 獣拳戦隊ゲキレンジャー（2007年 - 2008年） - ラゲク[10]、ローズ
  - 炎神戦隊ゴーオンジャー（2008年 - 2009年） - ユーレイ
  - 侍戦隊シンケンジャー（2009年 - 2010年） - ナナシ連中[要出典]、黒子
  - 天装戦隊ゴセイジャー（2010年 - 2011年） - 魔虫兵ビービ[要出典]、補助
- 仮面ライダーシリーズ
  - 仮面ライダーキバ（2008年 - 2009年） - 補助
  - 仮面ライダーディケイド（2009年） - 仮面ライダーラルク[11]
  - 仮面ライダーW（2009年 - 2010年） - タブー・ドーパント[12]、シュラウド[12]
  - 仮面ライダーオーズ/OOO（2010年 - 2011年） - 町の人々、補助

### 映画
- スーパー戦隊シリーズ（東映）
  - 忍風戦隊ハリケンジャー シュシュッとTHE MOVIE（2002年） - ハリケンブルー[13]
  - 爆竜戦隊アバレンジャー DELUXE アバレサマーはキンキン中!（2003年） - アバレイエロー[14]
  - 魔法戦隊マジレンジャー THE MOVIE インフェルシアの花嫁（2005年） - マジピンク[15]
  - 轟轟戦隊ボウケンジャー THE MOVIE 最強のプレシャス（2006年）
  - 電影版 獣拳戦隊ゲキレンジャー ネイネイ!ホウホウ!香港大決戦（2007年）
  - 劇場版 炎神戦隊ゴーオンジャーVSゲキレンジャー（2009年）
  - 侍戦隊シンケンジャー 銀幕版 天下分け目の戦（2009年）
- 仮面ライダーシリーズ（東映）
  - 劇場版 仮面ライダー剣 MISSING ACE（2004年） - 仮面ライダーラルク[16]
  - 劇場版 仮面ライダーカブト GOD SPEED LOVE（2006年）[17]※ノンクレジット
  - 劇場版 仮面ライダー電王 俺、誕生!（2007年）
  - 劇場版 仮面ライダー電王&キバ クライマックス刑事（2008年）
  - 劇場版 仮面ライダーキバ 魔界城の王（2008年）
  - 劇場版 さらば仮面ライダー電王 ファイナル・カウントダウン（2008年）
  - 劇場版 仮面ライダーディケイド オールライダー対大ショッカー（2009年）
  - 仮面ライダー×仮面ライダー W&ディケイド MOVIE大戦2010（2009） - 仮面ライダーキバーラ、タブー・ドーパント
  - 仮面ライダー×仮面ライダー×仮面ライダー THE MOVIE 超・電王トリロジー（2010年）
    - EPISODE RED ゼロのスタートウィンクル
    - EPISODE BLUE 派遣イマジンはNEWトラル
    - EPISODE YELLOW お宝DEエンド・パイレーツ

  - 仮面ライダーW FOREVER AtoZ/運命のガイアメモリ（2010） - 英汰の母 ※顔出し
  - 仮面ライダー×仮面ライダー オーズ&ダブル feat.スカル MOVIE大戦CORE（2010年） - シュラウド
- ロストクライム -閃光-（2010年、角川映画）

### OV
- スーパー戦隊シリーズ（東映）
  - 忍風戦隊ハリケンジャーVSガオレンジャー（2003年） - ハリケンブルー[要出典]
  - 爆竜戦隊アバレンジャーVSハリケンジャー（2004年） - アバレイエロー[要出典]
  - 魔法戦隊マジレンジャーVSデカレンジャー（2006年） - マジピンク[要出典]
  - 帰ってきた侍戦隊シンケンジャー 特別幕（2010年）
- 超忍者隊イナズマ!（2006、東映） - 紫電

### webドラマ
- ネット版 仮面ライダーディケイド オールライダー超スピンオフ（2009年） - 電波人間タックル
- ネット版 仮面ライダーW FOREVER AtoZで爆笑26連発（2010年） - シュラウド

### ヒーローショー
- 轟轟戦隊ボウケンジャー（2006年 - 2007年） - 風のシズカ